# Нутригенетика

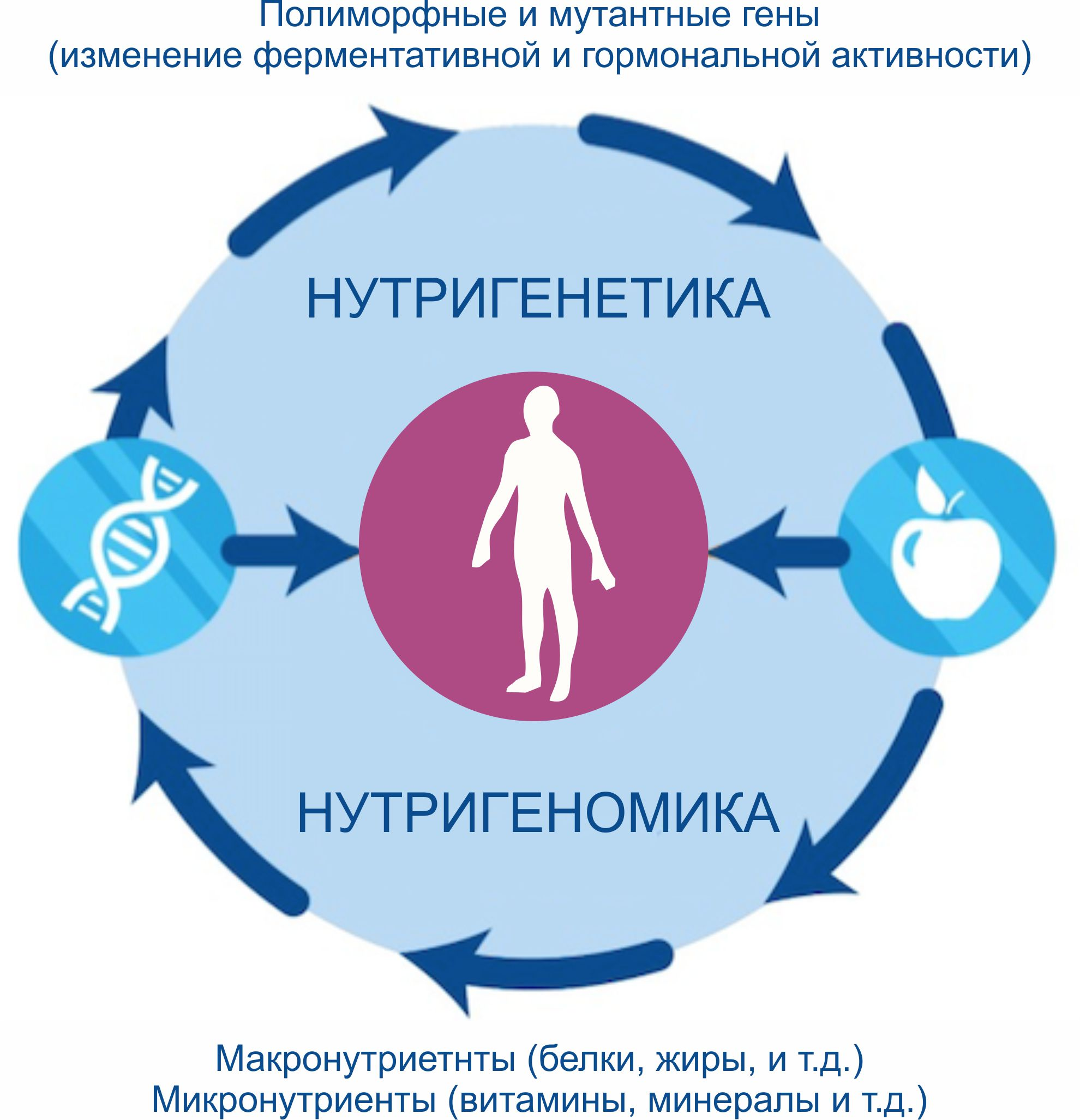
Схема взаимосвязи нутригенетики и нутригеномики

Нутригенетика — раздел генетики, который изучает генетические предрасположенности к заболеваниям с учетом генетических вариаций и потреблением питательных веществ. Нутригенетику не стоит путать с нутригеномикой, которая изучает действие употребляемых питательных веществ на активацию генов и последовательный эффект приводящий к таким заболеваниям как болезнь Альцгеймера и онкологическим заболеваниям. Нутригенетика находится в начале своего развития в сравнении другими ветвями медицинской науки. Цель в предоставлении персонализированных рекомендаций для предотвращения болезней на основе генетических особенностях человека.

## Научная основа
В ходе эволюционных процессов, у людей появились различия в ДНК, называемые однонуклеотидные полиморфизмы. Некоторые из них, влияют на поглощение и переработку питательных веществ. Физиологическая активность в человеческом организме, потребление и транспортировка питальных веществ также связана с разнообразием генетических вариантов. Это положение является основой для нутригенетики. Кроме того, различные нутригенетические процессы в человеческом теле могут приводить к преимуществам в естественном отборе. Так например способность к перевариванию лактозы во взрослом состоянии давала преимущество в выживании у популяций, которые активно занимались скотоводством.

## Методы исследования нутригенетики
Определение генотипа осуществляется путём анализа крови или защечного мазка. ДНК анализируется разными способами, для исследования используются гены кандидаты. После экспериментов на клеточных культурах, людях или животных обнаруживается корреляция между экспрессией аллельного варианта гена и особенностями питания. В другом случае используется метод поиска геномных ассоциации которые идентифицируют предполагаемые варианты генов.

## Ожирение
Основная цель исследователей-нутригенетиков — идентификация генов, которые могут увеличить восприимчивость к ожирению или заболеваниям связанных с ожирением. От этапа исследования генов, сцепленных с ожирением исследования переходят в область персонализированной диетотерапии и превентивных методов борьбы с ожирением. Гипотеза бережливых генов является примером нутригенетического фактора в ожирении, которая говорит что носители генов, обеспечивающих потребление высококалорийной пищи и обладавшие большими жировыми запасами обладали преимуществом в выживании.

### Генетика ожирения
Исследования в области генетики ожирения показали что генетическая изменчивость определяет 25–70 % вариабельности массы тела в зависимости от популяции, и более 600 хромосомных регионов вовлечены в процесс наследования предрасположенности к ожирению. Порядка 50 генов кандидатов вовлечены в метаболизм энергии, включая редкие могоненые варианты с большим эффектом, были найдены на основе результатов полногеномных ассоциаций.
На основе исследования 38'759 европейцев было выявлено, что минорный аллель FTO увеличивает риск ожирения. Носители одного минорного аллея имеют на 1,2 кг больший вес, в сравнение с гомозиготой, носители двух минорных аллелей имели в среднем на 3 кг больший вес и риск ожирения был увеличен в 1,67 раз.

### Персональная диетотерапия
В рамках исследования A to Z, где были исследованы диеты Аткинса, зональная, Орниша и LEARN было выявлено, что в среднем низкоуглеводная диета (Аткинса) оказывает больший эффект на снижение веса чем другие диеты, однако в этом исследовании этот эффект в высокой степени модулировался индивидуальными генетическими различиями связанными с метаболизмом жиров и углеводов. У кого тип диеты соответствовал их генетическим особенностям, те люди теряли в 2,5–3 раза больший вес, в сравнении с контрольной группой.
Генетической панели сахарного диабета 
Впервые в мировой практике клинических исследований и лечения сахарного диабета 1 степени, разработана эксклюзивная генетическая панель с более чем 600-ми генами, которые участвуют в аутоиммунных процессах, развитии пищевой непереносимости и нарушениях обменных процессов. Цель генетической панели сахарного диабета — выявление значимых мутаций, а также генов регуляторов обменных процессов, перспективных для управления путем нутрициологических и превентивных подходов.

## Потребление макроэлементов

### Общее потребление жиров
Полиморфизм генов, кодирующих рецепторы вкуса могут объяснить изменчивость предпочтений пищевых продуктов и количество их потребления. Исследование 466 подростков показало, например в полиморфизм гена CD36 связан с общим потреблением жиров в пищу у детей с нормальным весом.
FABP2- транспортер жирных кислот, мутации в этом гене увеличивают скорость транспорта жирных кислот, что способствует увеличению количеству липидов в плазме крови. Обладатели минорного полиморфного варианта FABP2- транспортера жирных кислот, имели большие эффекты снижения веса в диете с ограничением жиров и насыщенных жирных кислот(<7 %) в сравнении с нормальным генотипом.

### Эффект насыщенных жиров
Диета содержащая большую долю насыщенных жирных кислот увеличивала уровень ангиотензин-превращающего фермента, уровень которого является маркером гипертонии и сердечно-сосудистых заболеваний. Однако, у гомозиготы по делеционному генотипу ACE наблюдался значимо больший эффект на содержание насыщенных жирных кислот в диете в сравнении с гетерозиготой гомозиготой по инсерционному генотипу. Таким образом ген ACE является значимым нутригенетическим маркером увеличения риска сердечно-сосудистых заболеваний в ответ на высокое содержание насыщенных жирных кислот в пище.
Персональные рекомендации основанные на результатах генетического анализа APOE имели больший эффект в сравнение с общими рекомендациями на потребление насыщенных жиров, однако разницы между потребления насыщенных жиров у рисковой генетической группы и не рисковой не было обнаружено.

### Омега-3 жирные кислоты
С уровнем содержания омега-3 жирных кислот в крови связаны полиморфизмом в генах десатуразы 1 и 2, рекомендации основанные на знаниях генетической информации об этих генах способствуют увеличению потребления омега-3 жирных кислот в рационе человека, Потребление омега-3 жирных кислот оказывает влияние на уровень триглицеридов в крови и модулируется полиморфизмом в генах IQCJ, NXPH1, PHF17 и MYB.

## Потребление витаминов

### Витамин А
Ген BCMO1 — бетакаротинмонооксигеназа, фермент который участвует в превращении каротинойдов в витамин А внутри энтероцитов. Однонкулетотидные полиморфизмы в гене BCMO приводят к снижению активности фермента, и уменьшению концентрации витамина А.

## Потребление в микроэлементов

### Цинк
Поглощение и метаболизм цинка влияет на экспрессию множества генов, и полиморфизм генов, связанных с транспортом оказывает влияние на предрасположенность и течения ряда заболеваний, таких как астма, диабет и болезнь Альцгеймера. Транспортер цинка SLC30A8 экспрессируется в бета-клетках поджелудочной железы; полиморфный вариант гена связан с увеличенным риском диабета второго типа. Потребление цинка оказывает индивидуальные эффекты в зависимости от генотипа на снижение уровня глюкозы натощак.

## Витаминоподобные соединения

### Холин
Генетические вариации в холин-метаболизирущих ферментах CHKA, CHDH, PEMT, SLC44A1 связаны с большей восприимчивостью к дисфункции органов в условиях диетических ограничений холина у беременных и кормящих женщин. Индивидуальные рекомендации по потреблению холина позволяют компенсировать негативные метаболические эффекты мутантных вариантов генов.

## Нутригенетика у различных этнических групп
Существуют гены, исторически связанные с тропическим климатом и рационом питания (KCNQ1,FADS2), эти гены связаны с метаболическими и сердечно-сосудистыми заболеваниями на Соломоновых островах.